# Yan Balistoy
Yan Balistoy (* 8. April 1994 in Camiguin) ist ein philippinisch-israelisch-schweizerischer Schauspieler.

## Leben
Yan Balistoy wurde als Sohn eines philippinischen Vaters und einer israelischen Mutter geboren und wuchs im Kibbutz Dafna in Israel auf. Um den Jahrtausendwechsel übersiedelte er in die Schweiz. Nach der Matura und dem Zivildienst begann er ein Psychologiestudium an der Universität Zürich, das er 2015 aufgab. 2017 begann er ein Schauspielstudium an der Zürcher Hochschule der Künste. 2019 war er Preisträger der Armin-Ziegler-Stiftung. 2019 stand er am Theater Neumarkt Zürich und am Theater Uri auf der Bühne, in der Saison 2020/21 war er am Theater Oberhausen engagiert. Mit der Spielzeit 21/22 wurde er Ensemblemitglied am Theater Neumarkt in Zürich. 2023 wurde bekannt, dass Balistoy dem Theater Neumarkt Zürich Antisemitismus vorwirft, da er sich durch sie diskriminiert sah.
In dem im März 2021 auf TVNOW veröffentlichten RTL-Dokudrama Der große Fake – Die Wirecard-Story von Raymond Ley mit Christoph Maria Herbst als Markus Braun und Franz Hartwig als Jan Marsalek verkörperte er den philippinischen Anwalt Mark Tolentino. In der ZDF-Fernsehserie Der Alte übernahm er 2021 für drei Folgen die Rolle des Ermittlers Joshua Tuttlinger.
Neben seiner Tätigkeit als Schauspieler ist er als Musiker aktiv. Er spielt mehrere Instrumente und schreibt eigene Lieder. 2020 veröffentlichte er sein Debütalbum Wólang Wólang.

## Filmografie (Auswahl)
- 2021: Der große Fake – Die Wirecard-Story (Fernsehfilm)
- 2021: Der Alte (Fernsehserie, 3 Folgen)
- 2023: SOKO Köln (Fernsehserie, Folge: Fuchsmann)